# Paradox (Tilburg)

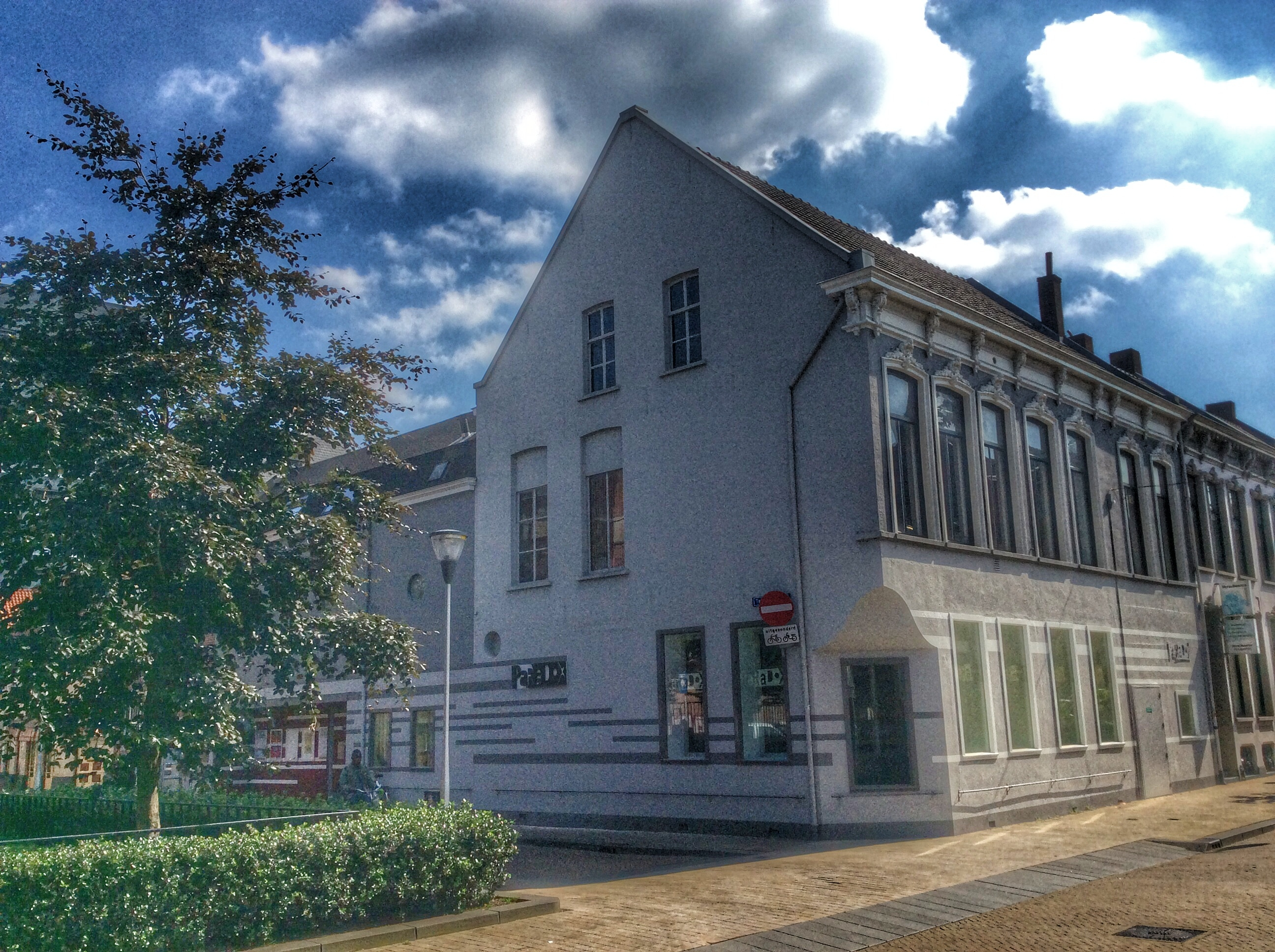
Het gebouw van Paradox

Paradox is een muziekpodium in de Tilburgse binnenstad voor blues, jazz, wereld-, experimentele en geïmproviseerde muziek van zowel amateurs als professionele muzikanten en groepen.
Het muziekpodium heeft een capaciteit van 175 bezoekers, waarvan 125 stoelen en 50 staanplaatsen. Het ontvangt subsidie van de gemeente Tilburg en het Fonds Podiumkunsten alsook incidentele subsidies.

## Historie
Het muziekpodium van de Stichting Paradox is een organische voortzetting van de (moderne) jazztraditie die begonnen is in café Paradoks, op de hoek van de Karrestraat en de Willem II-straat. 
Al sinds 1979 zocht de Stichting ter bevordering van de Geïmproviseerde Muziek naar een geschikt onderkomen. Paradoks ging in 1981 van start maar was in zijn mogelijkheden beperkt vanwege geluidshinder. Op 27 september 1984 werd in Paradoks het laatste concert gehouden. Een nieuw onderkomen werd gevonden in  huidige pand op de hoek van de Willem II-straat en de Telegraafstraat. 
Het nieuwe Paradox werd in 1985 opgericht door een aantal Tilburgse jazzmuzikanten, waaronder Niko Langenhuijsen en Henk Koekkoek. Zij wilden een podium voor muziek die weinig aandacht krijgt in het mainstreamcircuit. In de statuten van Paradox is opgenomen dat iedere soort niet direct commerciële muziek er altijd welkom moet zijn en dat de stichting geen winstoogmerk heeft. Paradox is eigendom van de Stichting Bevordering Muziekimprovisatie (SBM).
In 1998 werd Paradox grondig verbouwd, waarmee de voordeur verplaatst werd naar de Telegraafstraat.

## Muzikale projecten
Naast een 'gewone' muziekagenda organiseert Paradox regelmatig speciale projecten en festivals. Het podium staat open voor overlappende disciplines, zoals theater, dans, film en video. Als die projecten maar met muziek te maken hebben (hoewel poëzie ook op het programma voorkomt).
De podiumorganisatie werkt zo veel mogelijk samen met andere culturele instellingen in Tilburg en omstreken, zoals popcentrum 013, het Fontys Conservatorium, Fontys Hogeschool voor de Kunsten, Rockacademie, Bibliotheek Midden-Brabant, Concertzaal Tilburg, theater De NWE Vorst en diverse muziekscholen.

## Staf en vrijwilligers
De dagelijkse staf van Paradox bestaat uit een directeur, hoofdprogrammeur, hoofd techniek, bar inkoop, administratie, avondbeheerders en publiciteit.
Momenteel werken er zo'n 65 vrijwilligers bij Paradox. Zij houden het podium draaiende als barmedewerker, posterplakker, gastheer/vrouw, garderobemedewerker, kassamedewerker en stagiaire.